# Turnul Babel (Star Trek: Deep Space Nine)
Babel este al cincilea episod din serialul de televiziune american Star Trek: Deep Space Nine. A avut premiera la 24 ianuarie 1993. Episodul a fost regizat de Paul Lynch.

## Prezentare
Un virus misterios creat de Dekon Elig invadează stația, cauzând defecte de vorbire, incapabilitatea de a duce la bun sfârșit sarcinile de zi cu zi și, în cele din urmă, moartea. Dekon Elig a murit de mult într-o închisoare cardassiană. Din această cauză Kira îl răpește pe fostul asistent al lui Dekon Elig, Surmak Ren, care reușește să producă un vaccin.